# Gework Ghazarian
Gework Ghazarian (orm. Գեւորգ Ղազարյան, ur. 5 kwietnia 1988 w Erywaniu) – piłkarz ormiański grający na pozycji ofensywnego pomocnika lub napastnika. Od 2015 jest zawodnikiem klubu CS Maritimo.

## Kariera klubowa
Karierę piłkarską Ghazarian rozpoczął w klubie Piunik Erywań. W 2005 roku zadebiutował w jego barwach ormiańskiej pierwszej lidze. W debiutanckim sezonie rozegrał 9 meczów i został po raz pierwszy w karierze mistrzem Armenii. 24 maja 2006 w meczu z Szirakiem Giumri (7:0) strzelił swoje pierwsze 2 gole w Barcragujn chumb. W 2006 roku wywalczył swoje drugie mistrzostwo kraju oraz pierwszy raz zdobył Superpuchar Armenii. W 2007 roku był na pół roku wypożyczony do Bananca Erywań. Wraz z Piunikiem w latach 2007, 2008, 2009, 2010 wywalczył kolejne tytuły mistrza Armenii. Zdobył też dwa Puchary Armenii (2009, 2010) i dwa Superpuchary (2007, 2009). W sezonie 2010 z 16 golami został wraz z Marcosem Pizzellim, partnerem z ataku Piunika, królem strzelców ormiańskiej ligi. W czerwcu 2011 podpisał 3-letni kontrakt z ukraińskim Metałurhiem Donieck. 16 czerwca 2013 r. został wypożyczony do końca roku do Szachtiora Karaganda. 12 czerwca 2014 przeszedł do greckiego Olympiakos SFP. 30 stycznia 2015 przeniósł się do AO Kerkira, a 19 lipca 2015 dołączył do portugalskiego CS Marítimo.
| Sezon   | Klub                | Kraj       | Rozgrywki          | Mecze | Bramki |
| ------- | ------------------- | ---------- | ------------------ | ----- | ------ |
| 2005    | Piunik Erywań       | Armenia    | Barcragujn chumb   | 9     | 0      |
| 2006    | Piunik Erywań       | Armenia    | Barcragujn chumb   | 15    | 3      |
| 2007    | Piunik Erywań       | Armenia    | Barcragujn chumb   | 14    | 6      |
| 2007    | Bananc Erywań       | Armenia    | Barcragujn chumb   | 11    | 6      |
| 2008    | Piunik Erywań       | Armenia    | Barcragujn chumb   | 24    | 8      |
| 2009    | Piunik Erywań       | Armenia    | Barcragujn chumb   | 20    | 7      |
| 2010    | Piunik Erywań       | Armenia    | Barcragujn chumb   | 24    | 16     |
| 2011    | Piunik Erywań       | Armenia    | Barcragujn chumb   | 11    | 3      |
| 2011/12 | Metałurh Donieck    | Ukraina    | Premier-liha       | 28    | 2      |
| 2012/13 | Metałurh Donieck    | Ukraina    | Premier-liha       | 21    | 3      |
| 2013    | Szachtior Karaganda | Kazachstan | Premier liga       | 3     | 0      |
| 2013/14 | Metałurh Donieck    | Ukraina    | Premier-liha       | 10    | 1      |
| 2014/15 | Olympiakos SFP      | Grecja     | Superleague Ellada | 3     | 0      |
| 2014/15 | AO Kerkira          | Grecja     | Superleague Ellada | 8     | 1      |
| 2015/16 | CS Marítimo         | Portugalia | Primeira Liga      | 22    | 3      |
| 2016/17 | CS Marítimo         | Portugalia | Primeira Liga      |       |        |

## Kariera reprezentacyjna
W swojej karierze Ghazarian grał w reprezentacji Armenii U-19 i U-21. 22 sierpnia 2007 zadebiutował w dorosłej reprezentacji w zremisowanym 1:1 meczu eliminacji do Euro 2008 z Portugalią. Swojego pierwszego gola w kadrze narodowej strzelił 28 marca 2008 w spotkaniu eliminacji do MŚ 2010 z Estonią (2:2).